# Бергман, Михаил Михайлович
Михаи́л Миха́йлович Бе́ргман (род. 22 декабря 1948, Тирасполь) — российский военный деятель, писатель и политик. Был военным комендантом Чернобыля. Полковник в отставке. Единственный, кто смог выиграть суд против министра обороны России (в конце 90-х). Уволен со службы в запас в 1999 году с началом второй чеченской войны.
После увольнения из вооружённых сил назначен постоянным представитель Республики Хакасия при президенте Российской Федерации. В 2012—2013 годах был помощником и спецпредставителем Президента Приднестровской Молдавской Республики в России. Находится в книге рекордов Гинесса. Мастер спорта по самбо.

## Биография
Получил высшее педагогическое образование.
Ближайший помощник Александра Лебедя на территории ПМР в 1992—1993 годах, затем в России вплоть до гибели Александра Лебедя.
После смерти генерала Александра Лебедя, указом Президента Российской Федерации был назначен представителем Президента в Республике Хакасия по просьбе Президента Хакасии — до этого служившего в Кишинёве (в столице Молдавии) младшего брата генерала Лебедя — полковника Алексея Лебедя.
С 6 марта 2012 года по 29 декабря 2013 года был помощником и спецпредставителем Президента непризнанной Приднестровской Молдавской Республики Евгения Шевчука в России (с правом постоянного нахождения в Москве и с прибытием в ПМР в служебные командировки).

## Критика вПМР

### Сторонник территориальной целостности Молдавии
Личность и политические взгляды М. Бергмана вызвали неоднозначную реакцию у жителей непризнанного Приднестровья. Особенно бурную отрицательную реакцию вызвало интервью 25.01.2012 М. Бергмана молдавскому телеканалу Publica TV, в котором он открыто объявил о своей приверженности идее восстановления территориальной целостности Молдовы, хотя и оговорился, что «до тех пор, пока в Молдове не появится твёрдая власть, ничего в этом отношении сделать нельзя». (в то время президенты Молдавии сменялись ежегодно), Находясь на посту спецпредставителя Президента ПМР в России, носил имя Моня Бергман (такое имя фигурирует Указе Президента непризнанной ПМР № 46 от 25 января 2012 г. «О принятии в гражданство Приднестровской Молдавской Республики»)

### Сторонник невиновностиИлие Илашку
Бергман часто появляется в заголовках скандальных статей как в интернет-СМИ, так и на телевидении. Одним из таковых было интервью Михаила Бергмана 31.08.2012 газете «Московский Комсомолец». Особое недоумение вызвала попытка Михаила Бергмана обелить группу «Бужор», возглавляемую Илие Илашку. Как считает приднестровский политолог Андрей Сафонов, «У попытки представителя президента Приднестровья в России Михаила Бергмана обелить террористическую группу Илие Илашку может быть самая серьёзная подоплёка. За всем этим могут стоять политические круги и спецслужбы Республики Молдова и западных стран, заинтересованные в уничтожении государственности ПМР.».

### Самозванное генеральство
Бергман заявил в ПМР в 2012 году, что он — генерал-майор России (в Интернете он выкладывал фотографии с генеральскими погонами на плечах, как оказалось сделанные в Фотошопе).
Службы Безопасности Российской Федерации и председателя Следственного Комитета Российской Федерации по вопросу воинского звания у офицера запаса Бергмана М.М. и наличия у него государственных наград по поручению рассмотрено в Главном управлении кадров Минобороны России.
Сообщаю, что Бергман М.М. приказом Министра обороны Российской Федерации в 1999 году уволен с военной службы в запас в воинском звании «полковник». Информацией о присвоении в дальнейшем полковнику запаса М.М. Бергману воинского звания «генерал-майор» Министерство обороны Российской Федерации не располагает.
14 января 2014 года Исх. № 173/1
29 декабря 2013 года был уволен (без объяснения причин) с должности помощника и спецпредставителя в России Президента непризнанной Приднестровской Молдавской Республики Евгения Шевчука.

## Критика вМолдавии
12 апреля 2012 года М. Бергман был вызван на публичные теледебаты в Кишинёве против экс-министра обороны Молдавии Иона Косташа, последний обвинил М. Бергмана в некомпетентности в вопросах приднестровского конфликта, а также полной неинформированности (приведя с десяток «перлов» и «киноляпов» из книг М. Бергмана). Последний на теледебаты не явился.
Военный комендант гарнизона – это не тот человек, который владеет секретной информацией. Согласно Уставу гарнизонной и караульной службы Советской Армии, в обязанности коменданта гарнизона входили технические функции по поддержанию воинского порядка и чистоты в местах дислокации войск. Также, комендант был обязан следить за тем, чтобы солдаты и офицеры были подстрижены, опрятно одеты, чтобы соблюдались порядок и устав в том, что касается внешней формы во вверенном ему гарнизоне. Комендант гарнизона подотчётен только начальнику гарнизона Тирасполя (командующий 14 ОА) и непосредственно отвечает за то, чтобы военнослужащие частей гарнизона строго и четко несли караульную службу на постах. И все, ничего более

## Публикации
- Михаил Бергман. На ринге эпохи (воспоминания). М., 2001. — 509 с.
- Елена Епур и Михаил Бергман. Хроникально-документальная повесть «Половодье смывает все».
- Елена Епур и Михаил Бергман. Комендант ада 25/20. ISBN 978-5-9902748-1-5
- Михаил Бергман. Роман «Предзнаменование». Издательство ООО «Русимпо». 2012 год.

## Награды
25 правительственных наград. Среди них 4 — военные: орден «Красной Звезды», «За личное мужество», «За службу Родине» и «За заслуги перед Отечеством».